# Kokubunji (Tokio)
Kokubunji (jap. 国分寺市, -shi) ist eine Stadt in der Präfektur Tokio westlich von Tokio.

## Geographie
Kokubunji liegt westlich von Tokio und östlich von Tachikawa.

## Geschichte
Die Stadt wurde 1964 gegründet.

## Verkehr
- Zug:
  - Chūō-Hauptlinie, Bahnhof Kokubunji und Bahnhof Nishi-Kokubunji nach Tokio oder Hachioji
  - Musashino-Linie, Bahnhof Nishi-Kokubunji nach Saitama und Funabashi
  - Seibu Kokubunji-Linie, Bahnhof Kokubunji
  - Seibu Tamako-Linie, Bahnhof Kokubunji

## Städtepartnerschaften
- Marion, South Australia

## Angrenzende Städte und Gemeinden
- Fuchū
- Kunitachi
- Tachikawa
- Kodaira
- Koganei

## Söhne und Töchter der Stadt
- Ami Koshimizu (* 1986), Synchronsprecherin
- An Byong-jun (* 1990), nordkoreanischer Fußballspieler
- Yoshitake Suzuki (* 1998), Fußballspieler

## Weblinks

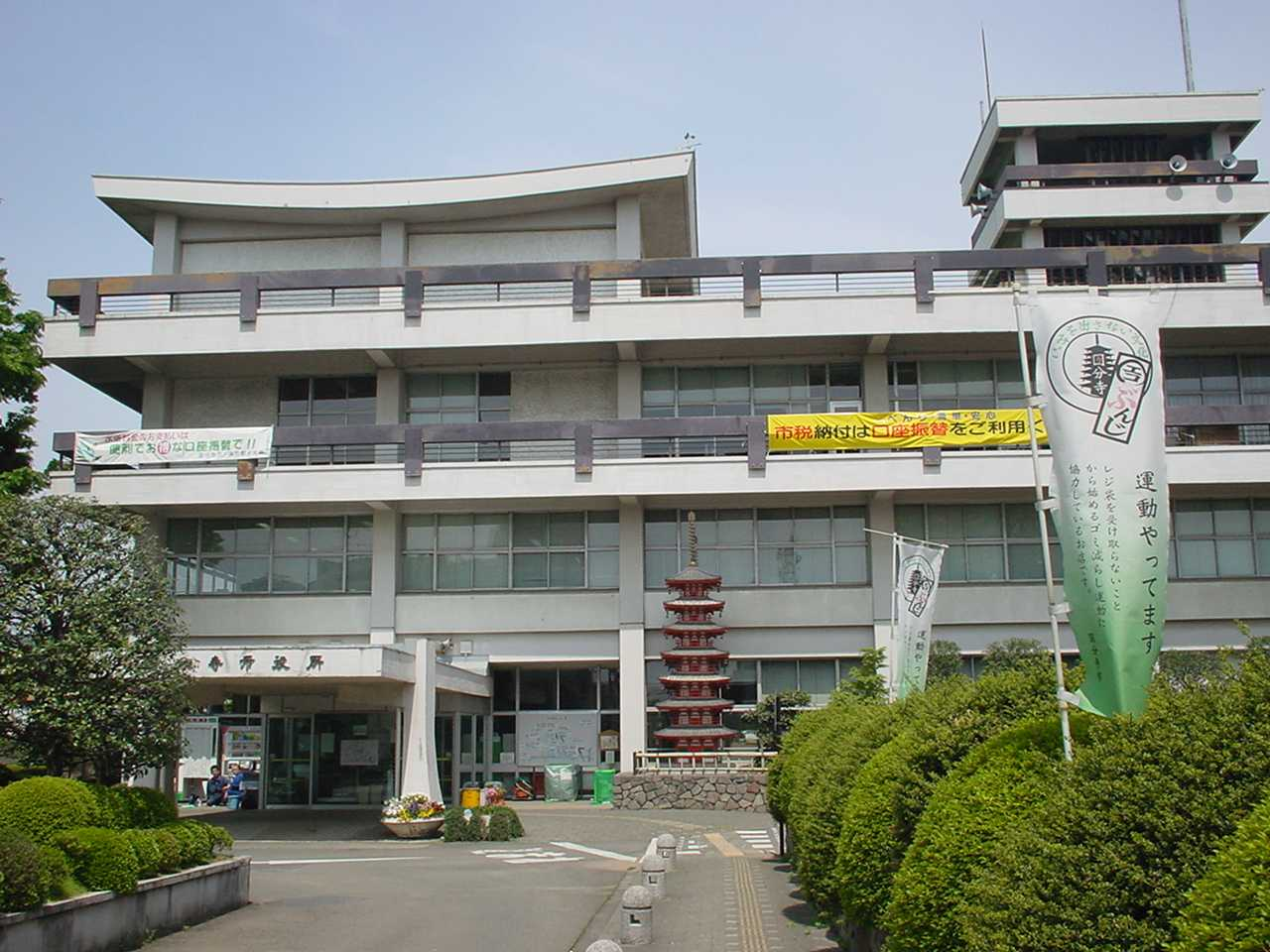
Rathaus von Kokubunji